# アヌ族

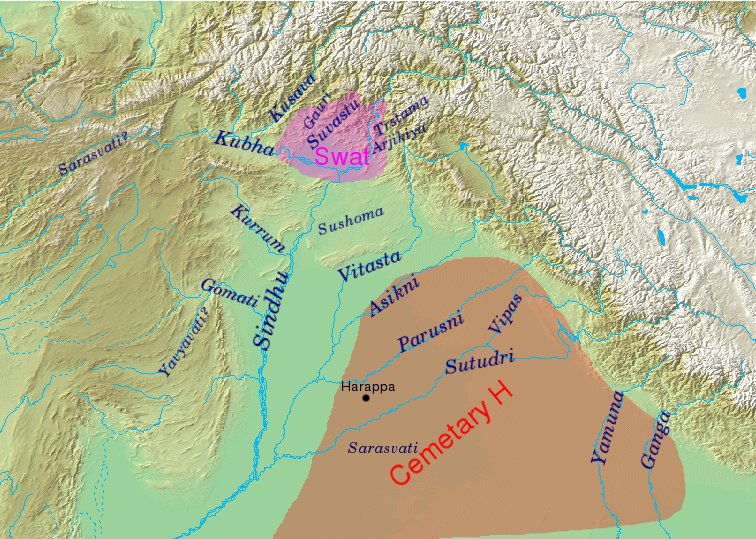
十王戦争の戦場となった五河地方（パンジャーブ）

アヌ族（サンスクリット語 अनु Anu）は、古代インドの宗教文献『リグ・ヴェーダ』に言及される部族のひとつ（1.108.8, 8.10.5）。十王戦争に、プール族をはじめとする十王軍のひとつとして参戦し、スダース王率いるトリツ族・バラタ族軍に敗れた。
パルシャニー川（Parusni、現在のラーヴィー川 - Ravi River）周辺に存在した部族であるとする説がある。

## 後期ヴェーダ時代
アヌ族は、後期ヴェーダ時代が背景となるブラーフマナにも言及されている。すなわち、『アイタレーヤ・ブラーフマナ』に、アヌ族の王アンガが、転輪聖王として挙げられている（8.22）。
『マハーバーラタ』の中にも、アヌ族は登場している。